# Uadi

Uadi nell'Oman

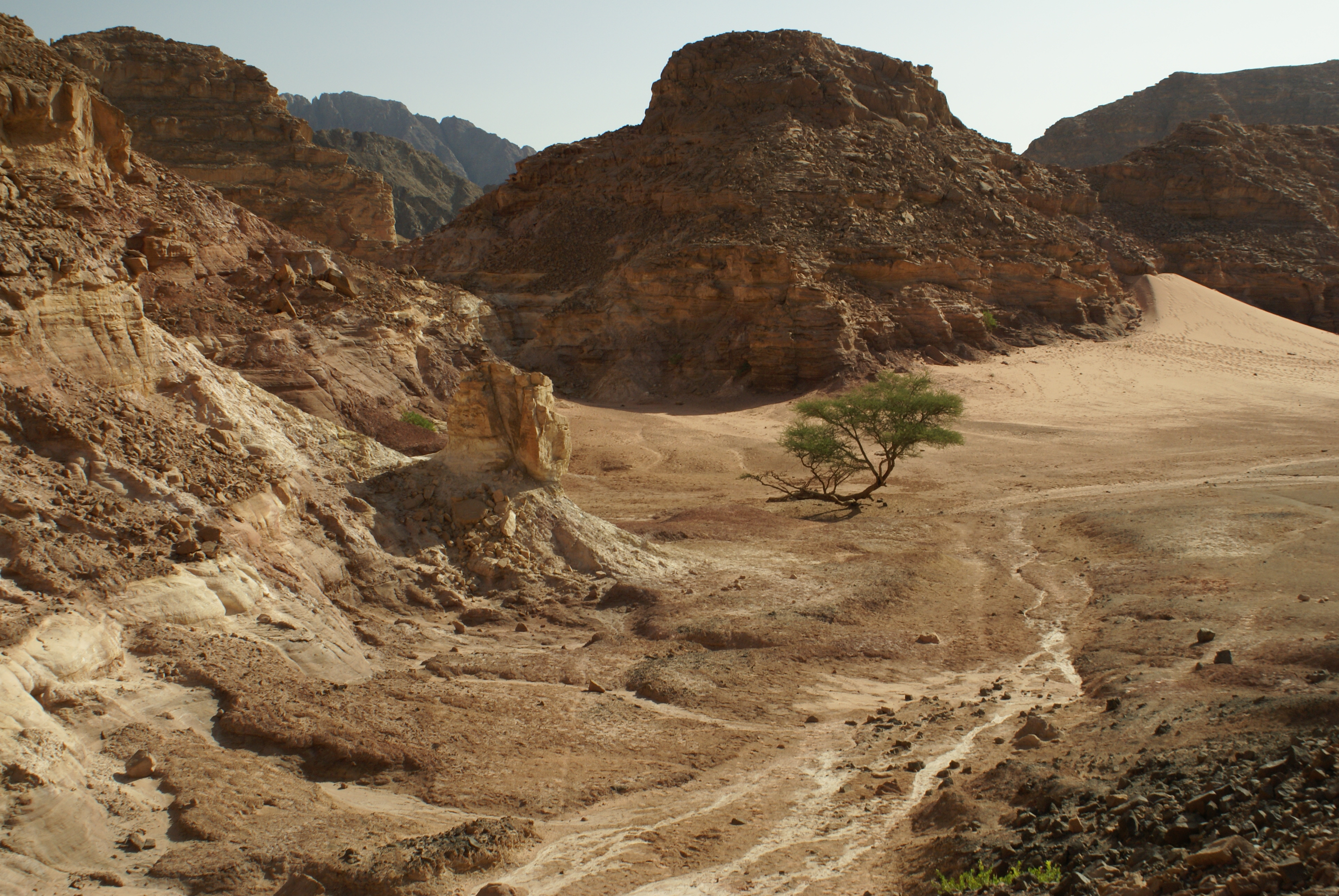
Uadi nella penisola del Sinai

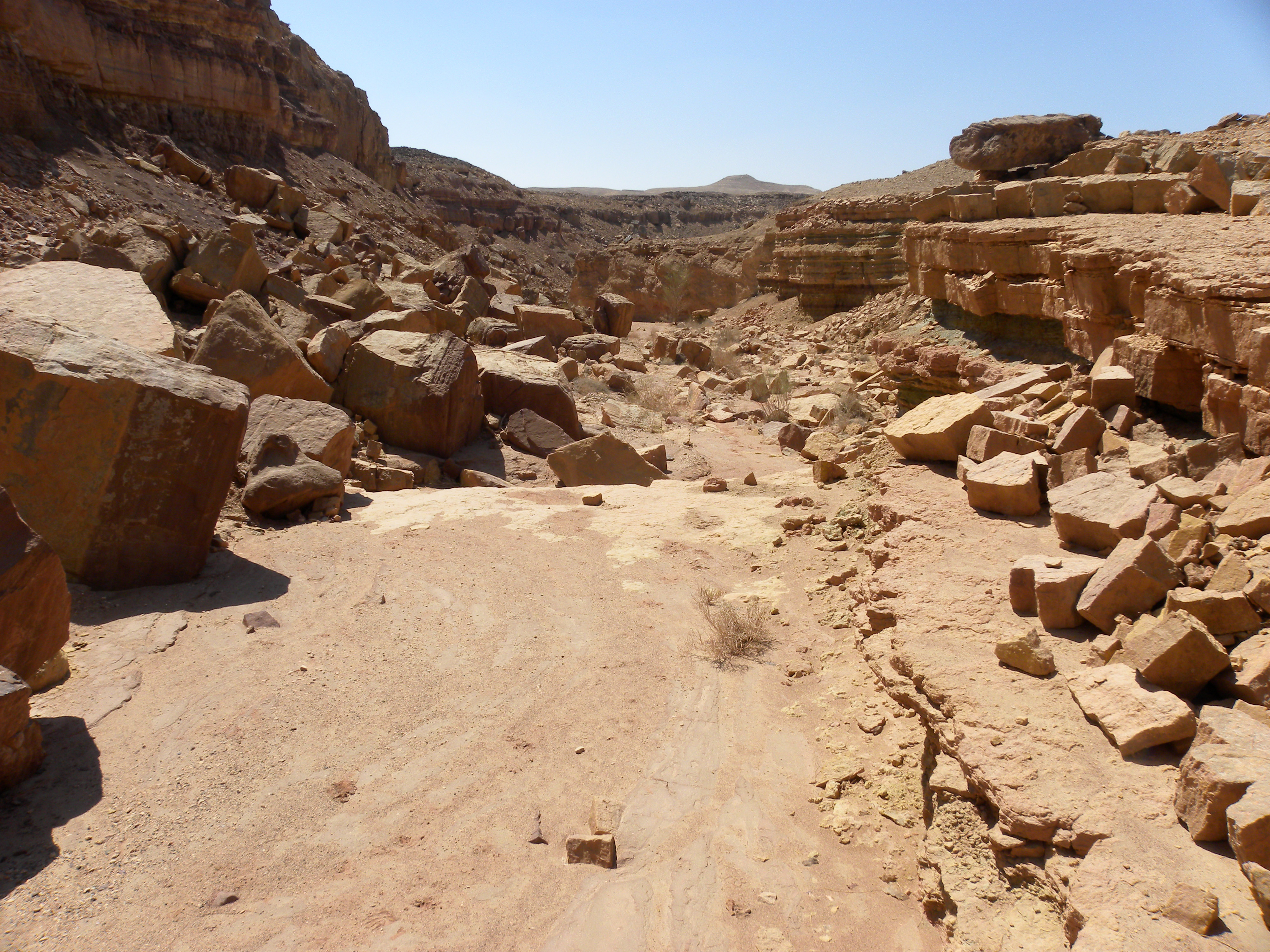
Uadi nel Negev (Israele)

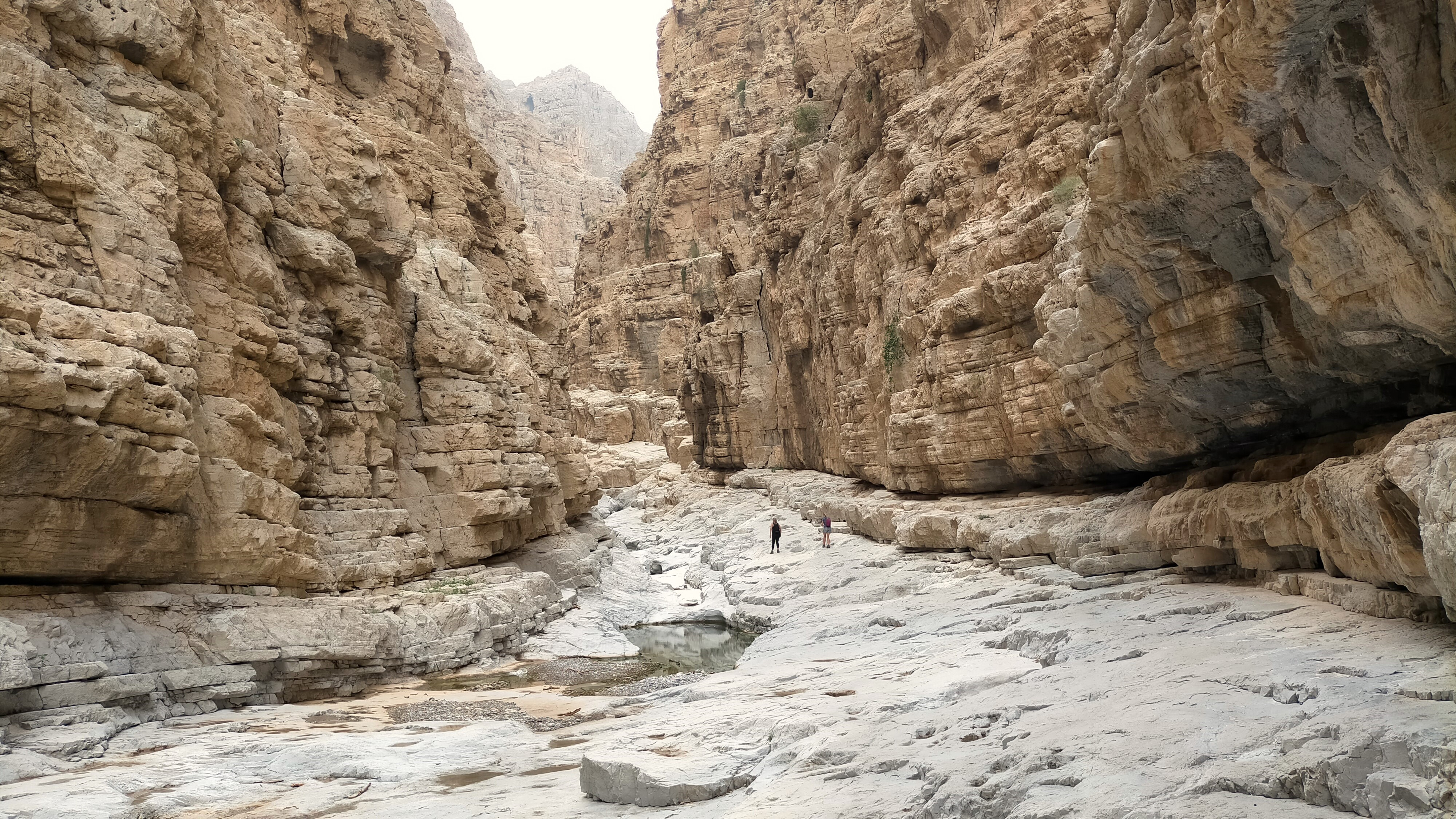
L'uadi Naqab nell'area del canyon di Koub, Ra's al-Khayma (Emirati Arabi Uniti)

L'uadi (in arabo وادي‎?, wādī), al plurale gli uidian (وديان, widyān), è il letto di un torrente, quasi un canyon o canalone in cui scorre (o scorreva) un corso d'acqua a carattere non perenne. Si trova generalmente nelle regioni desertiche, ad esempio nel Sahara o nei deserti della Penisola araba.

## Varianti semantiche
Nella toponomastica maghrebina il nome compare spesso come wad (con ortografia francese oued), secondo la tipica pronuncia della parola nei dialetti maghrebini. Questo termine, utilizzato anche nella penisola iberica all'epoca della dominazione islamica, è ancora presente (con qualche modificazione fonetica) nel nome di alcuni fiumi, come il Guadalquivir (da wad al-Kabir "fiume grande"), Guadiana (da wadi Ana), il fiume Anas dell'antichità, ecc.

## Inondazioni lampo
In occasione di forti piogge – a sviluppo prevalentemente locale e occasionale – lungo il suo bacino idrografico oppure alla sorgente, l'alveo del torrente si riempie in breve tempo di acque (alluvione lampo) che assumono un regime accidentato e tumultuoso per un periodo determinato dall'esaurimento della scorta d'acqua prodotta dalle condizioni climatiche originanti il fenomeno. Gli uadi fossili sono le testimonianze di remoti corsi d'acqua, quando il clima era più piovoso.
Nel 1904, la scrittrice svizzera Isabelle Eberhardt morì travolta dalle acque di una piena improvvisa di un uadi che distrusse la parte bassa di Aïn Séfra (Algeria) dove ella risiedeva.